# K.u. Sankt-Stephans-Orden

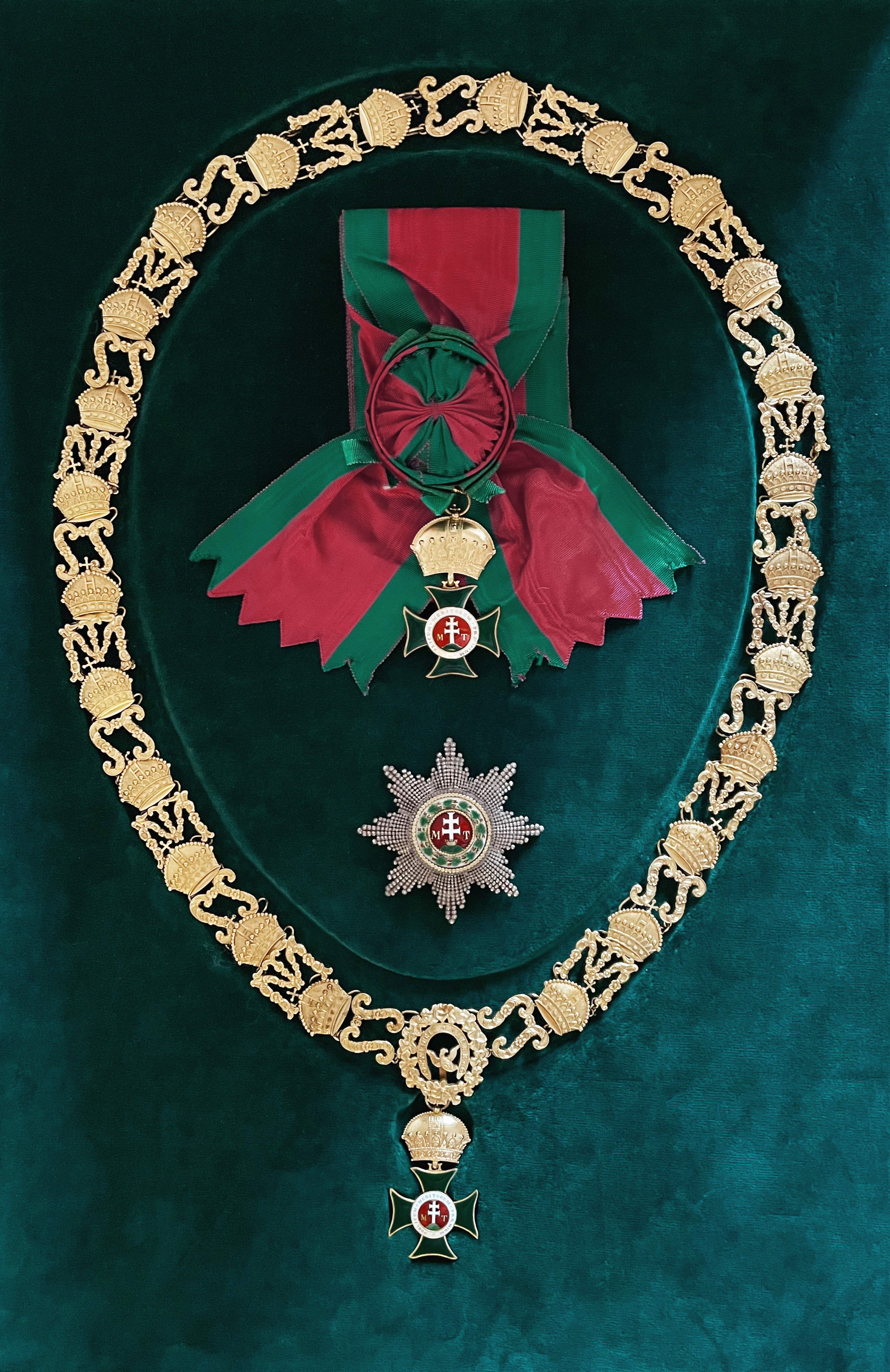
Großkreuz-Insignien: Schulterband, Collane und Bruststern

Der königlich ungarische Sankt-Stephans-Orden (lateinisch Ordo Sancti Stephani, Regis Apostolici, ungarisch Magyar királyi Szent István lovagrend) war bis 1918 ranghöchster Zivilverdienstorden der österreichisch-ungarischen Monarchie. Er wurde von Maria Theresia als Pendant zum Militär-Maria-Theresien-Orden aus Anlass der Krönung ihres Sohnes zum römischen König am 5. Mai 1764 gestiftet und dem Heiligen Stephan gewidmet. Der vollständige Name lautete Königlich ungarischer Orden des Heiligen apostolischen Königs Stephan. Die auf Deutsch und Latein verfassten Statuten datieren vom 6. Mai 1764. Großmeister war der König von Ungarn. In Anlehnung an den königlich-ungarischen Orden verleiht das heutige Ungarn den Ungarischen Sankt-Stephans-Orden.

## Ordensklassen
Der Orden bestand aus drei Klassen. Die Anzahl der Mitglieder war ursprünglich auf 100 reglementiert:
- Großkreuz (20)
- Kommandeur (30)
- Kleinkreuz (50)

## Dekoration und Trageweise

### Ordenszeichen
Das Ordenszeichen besteht aus einem grün emaillierten, goldgeränderten und mit der ungarischen Stephanskrone gekrönten Tatzenkreuz, dessen rot emaillierter Mittelschild das Doppelkreuz (Patriarchenkreuz) aus dem Wappen Ungarns über einer Krone und drei grünen Hügeln zeigt, flankiert von den Buchstaben des Monogramms M T (Maria Theresia) und umgeben von der Ordensdevise Publicum meritorum praemium (Öffentliche Belohnung der Verdienstvollen). Auf dem Revers steht, umgeben von einem Eichenkranz, STO.ST.R.I.AP. (Sancto Stephano Regi Apostolico – Dem Heiligen Apostolischen König Stephan).

### Ordensband
Das Band des St.-Stephans-Ordens war grün mit einem roten Streifen in der Mitte. Kleinkreuze trugen die Insigne an einem zur Masche gelegten, später dreieckig gefalteten Band an der linken Brustseite, Kommandeure am Band um den Hals. Großkreuze trugen die Insigne an einem breiten Schulterband von der rechten Schulter zur linken Hüfte, Geistliche um den Hals. Zum Großkreuz gehörte ein gestickter, später metallener Silberstern mit dem Ordensmedaillon in der Mitte sowie eine Kette, deren Glieder abwechselnd die Stephanskrone und die Monogramme S S (Sanctus Stephanus) und M T zeigten. Das Mittelstück ist ein Wolkenkranz, in dem ein Adler schwebt, umgeben von der Umschrift: STRINGIT AMORE (Er [der Orden] bindet durch Liebe).

### Ordenstracht

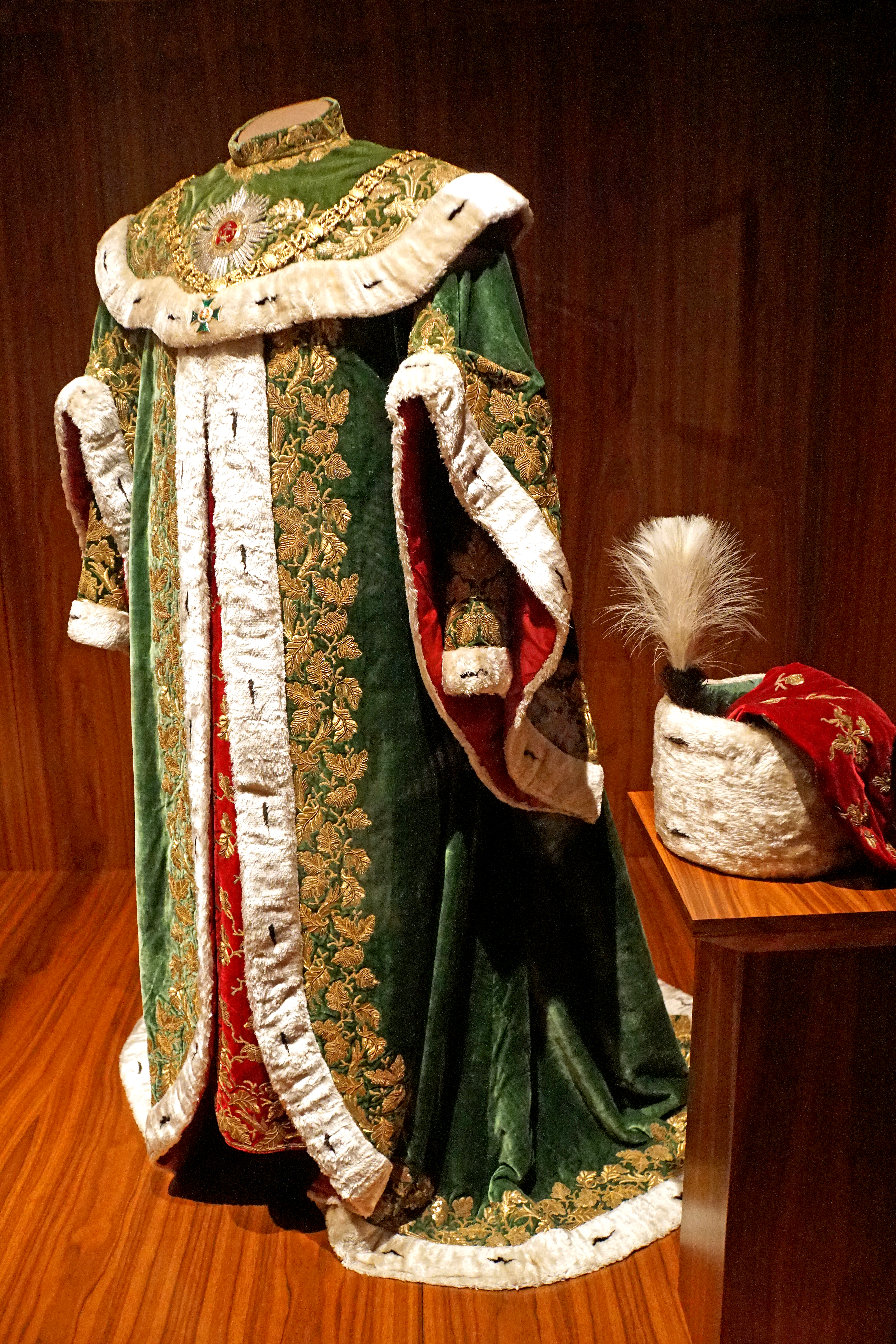
Ornat des St.-Stephans-Ordens

Die Ordenskleidung war ein grüner Samtmantel mit karmesinroter Taftfütterung und Hermelinbesatz. Der Hut, ebenfalls in Karmesinrot mit Hermelinbesatz, war mit Reiherfedern in einer rot-grünen Agraffe geschmückt. Dazu gehörte ein Unterkleid aus rotem Samt mit Goldstickerei. Festtag des Ordens war der des Heiligen Stephan, apostolischen Königs von Ungarn (20. August).

## Privilegien
Den Großkreuzen sowie auch den besonders verdienstlichen Commandeurs wurde die wirkliche geheime Ratswürde erteilt, den Kleinkreuzen nach Umständen die Grafenwürde, das Baronat hingegen, wenn sie darum ansuchten, taxfrei.
Großkreuzträger und Kommandeure waren zum Eintritt in die geheime Ratsstube jederzeit berechtigt (Kleinkreuzträger nur an den Ordensfesttagen), des Weiteren durften sie ohne Unterschied des Standes bei Hoffesten und Appartements erscheinen.
Großkreuze wurden vom Großmeister zur „Bezeigung der Allerhöchsten Gnade und Zuneigung“ in den an sie erlassenen Dekreten mit „Unsern Vettern“ adressiert. Mit Rücksicht auf Geburt und Würde hatten die Kandidaten des Großkreuzes ihre seit mindestens vier Generationen bestehende Zugehörigkeit zu Adel und Geschlecht zu belegen.

## Galerie

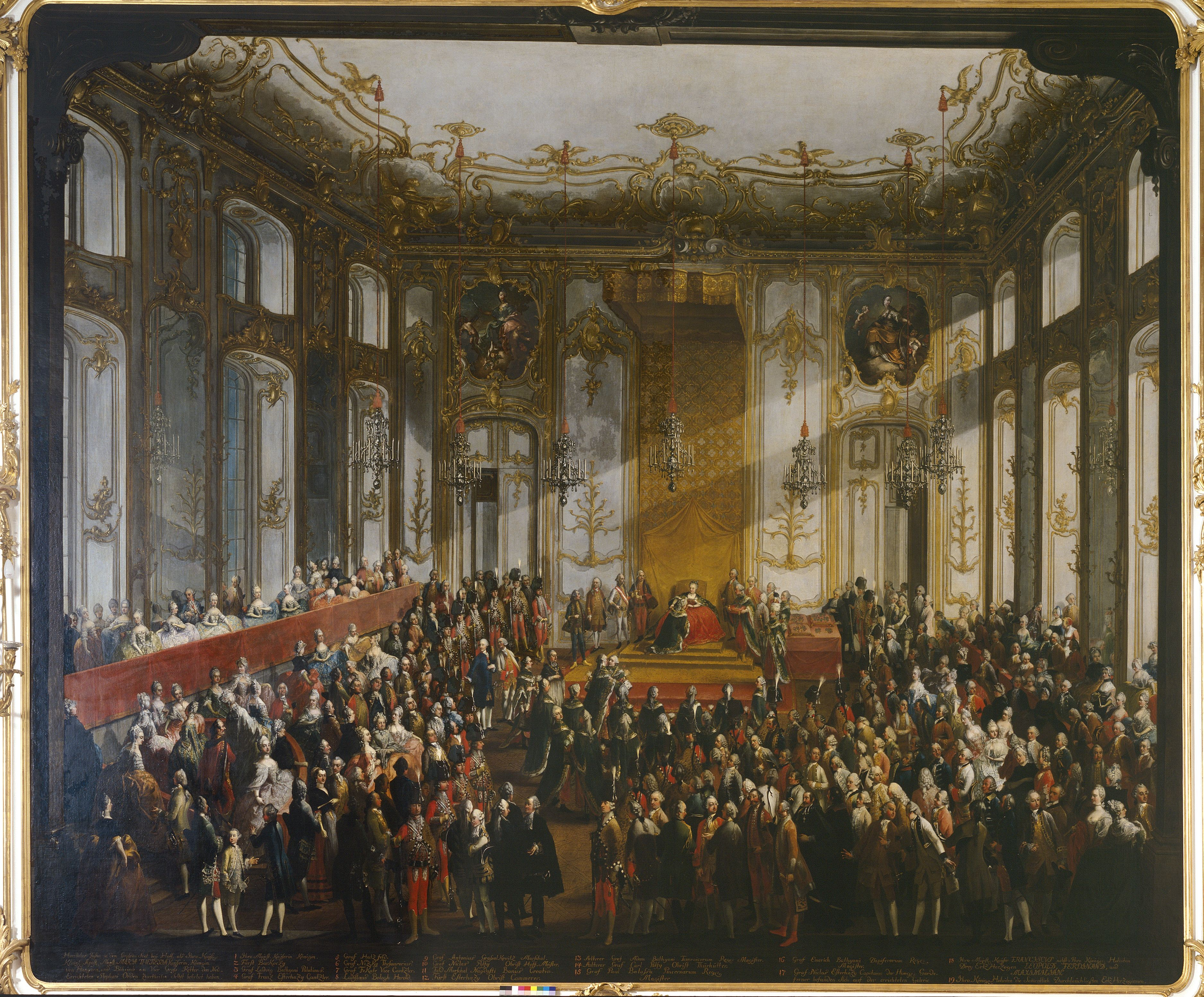
Erstverleihung des St.-Stephan-Ordens
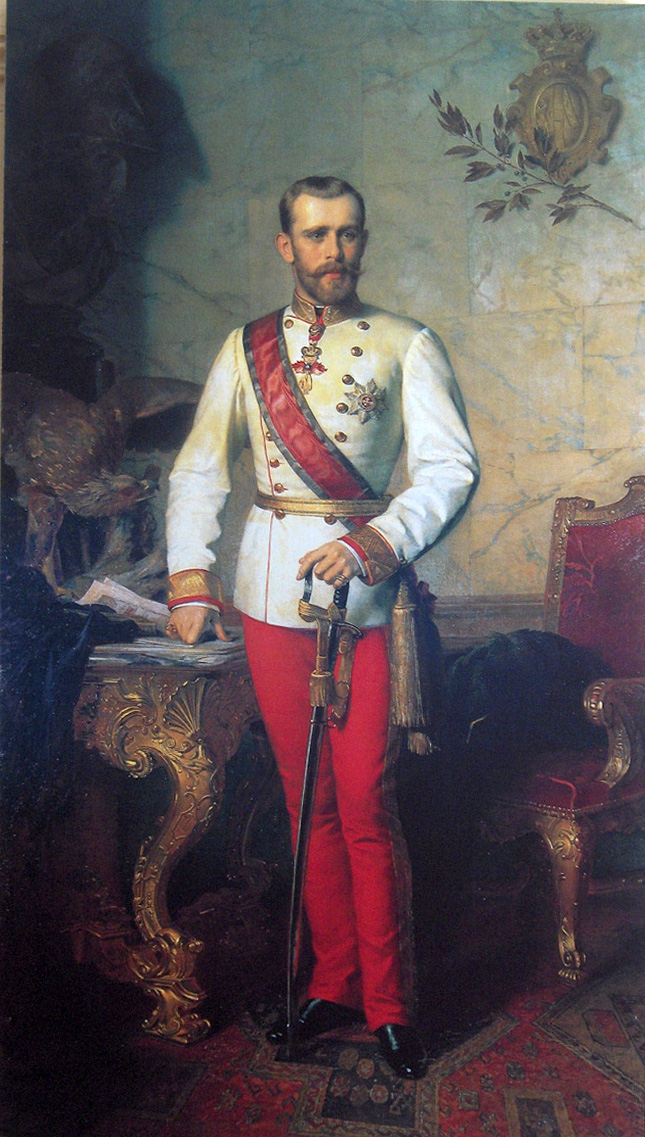
Kronprinz Rudolf mit Stern und Schulterband des Großkreuzes des Stephansordens
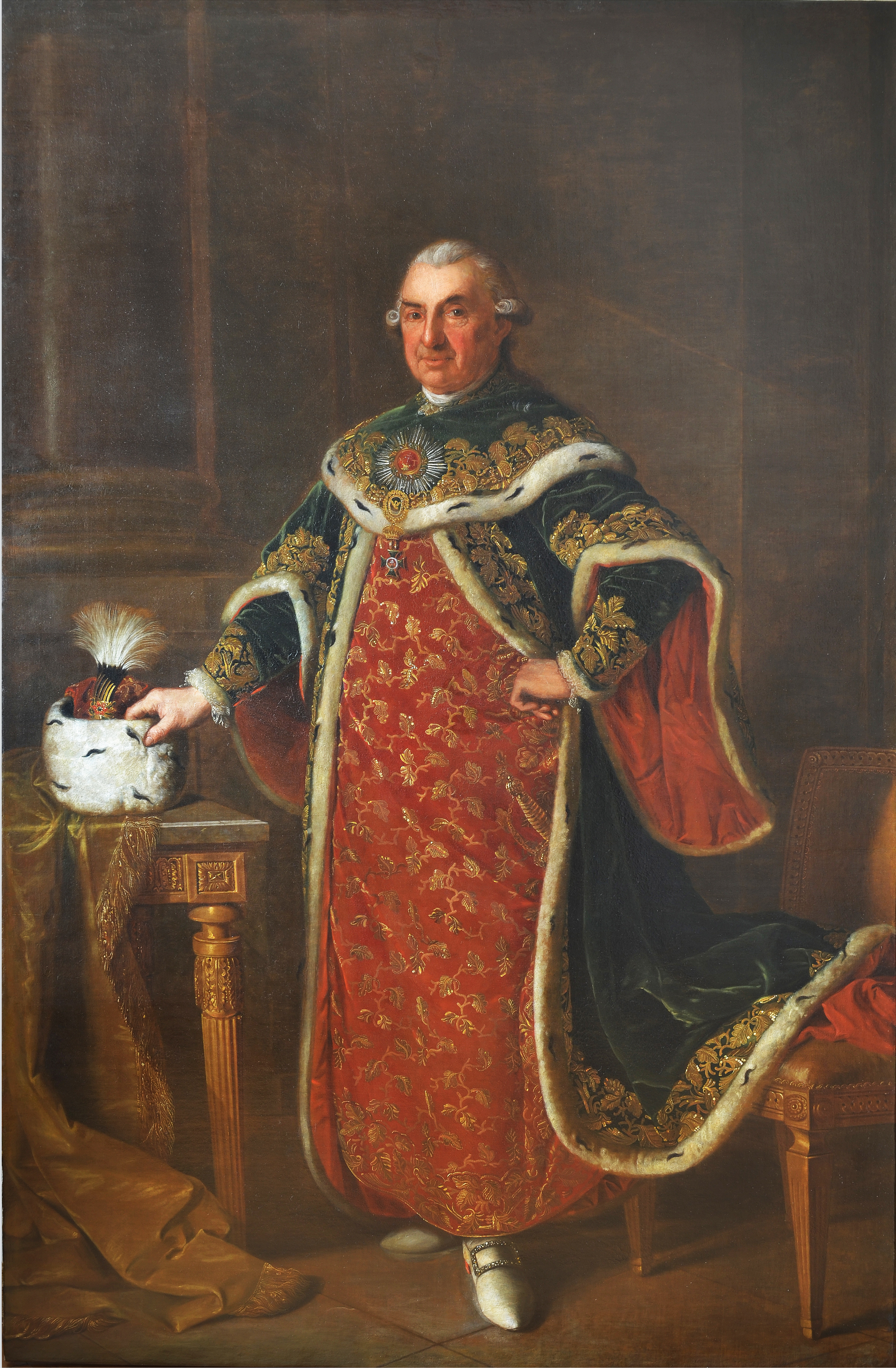
Samuel von Brukenthal (1721–1803) im Ornat des St.-Stephans-Ordens
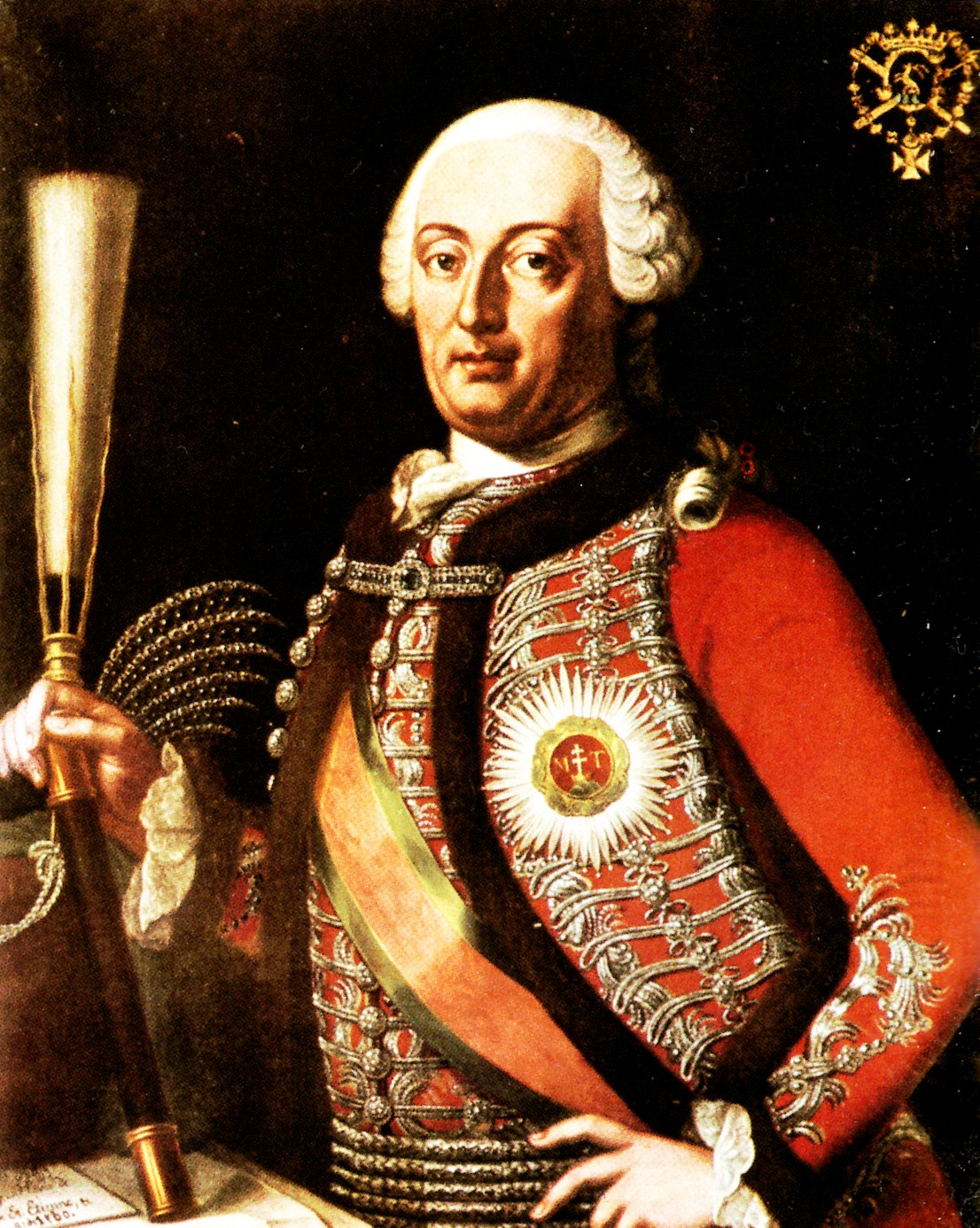
Leopold Stephan Palffy-Daun von Erdőd (1716–1773), Feldmarschall, Träger des Großkreuzes